# Pistolet MAS Mle 1935S
Pistolet MAS Mle 1935S – francuski pistolet samopowtarzalny kalibru 7,65 mm, opracowany przez Manufacture d’armes de Saint-Étienne (MAS), przed II wojną światową został przyjęty do uzbrojenia armii francuskiej. Produkowany po wojnie głównie w zakładach MAC do 1960 roku.

## Historia
Pistolet automatyczny model 1935S (Pistolet automatique modèle 1935S, w skrócie PA mle 1935S) powstał w latach 30. XX wieku w zakładach Manufacture d’armes de Saint-Étienne (MAS) na konkurs na nowy pistolet samopowtarzalny dla armii francuskiej. Zwyciężył w konkursie wraz z innym pistoletem zakładów SACM, który również wszedł na uzbrojenie jako model 1935A. Pistolet model 1935S (S od Saint-Étienne) został przyjęty na uzbrojenie 29 grudnia 1937 roku, lecz dopiero od lutego 1939 roku uruchomiono produkcję seryjną. Do klęski Francji w 1940 roku dostarczono tylko 1404 sztuki, głównie dla lotnictwa. Podczas okupacji produkcja nie była kontynuowana. 
Produkcję pistoletu w zakładach MAS wznowiono bezpośrednio po wyzwoleniu, produkując około 5265 sztuk (w tym 1165 z numerami bez serii literowej, a następnie ok. 4100 w serii F). W związku z przestawieniem zakładów MAS na produkcję karabinów, produkcję pistoletów przeniesiono następnie do zakładów Manufrance w Saint-Étienne, gdzie powstało ok. 8000 sztuk serii G (oznaczonych monogramem wytwórcy MF). 1 sierpnia 1945 roku rząd francuski anulował dalsze zamówienia, lecz potem ponownie je wznowił tym razem zamawiając 10.000 sztuk w zakładach SAGEM. Ostatecznie oprzyrządowanie z MAS i Manufrance przeniesiono w 1946 roku do zakładów Manufactures d'armes de Châtellerault (MAC) w Châtellerault, gdzie do 1960 roku wyprodukowano 56 087 sztuk (w innych zakładach powstało łącznie 26 686 sztuk).

## Konstrukcja
Dostosowany do 7,65 mm naboju pistoletowego typu Long. Działa na zasadzie krótkiego odrzutu lufy, ryglowanej przez przekoszenie na sposób Browninga, lecz różniący się od niego sposobem ryglowania. Ryglowanie następuje za pomocą pojedynczego półpierścieniowego występu na górnej powierzchni wlotowej części lufy oraz odpowiadającej mu opory ryglowej w przedniej części okna wyrzutowego łusek w zamku. Dzięki temu, pistolet ten był pierwowzorem najpopularniejszego sposobu ryglowania współczesnych pistoletów. Lufa połączona jest ze szkieletem pojedynczym centralnym ogniwkiem. Kurek zewnętrzny, bezpiecznik po obrocie skrzydełka osłania iglicę przed uderzeniem kurka. Zasilany z magazynka o pojemności 8 nabojów.
Istnieje również odmiana pistoletu oznaczona MAS–35–C.